# Fantastic, Vol. 2
Fantastic, Vol. 2, citato anche come Fantastic Volume II, è il secondo album in studio del gruppo musicale statunitense Slum Village, pubblicato il 13 giugno 2000 dalla Good Vibe Recordings. Nel periodo della sua uscita il gruppo era composto ancora dai suoi componenti originari: T3, Baatin e J Dilla.
L'album ottiene recensioni generalmente miste, entra nella Billboard 200 ma non riesce a scalare la classifica degli album hip hop. L'autore musicale Henry Adaso inserisce l'album all'ottantottesimo posto nella sua lista dei migliori album hip hop di sempre (al 2017).

## Promozione
L'album esce nel 2000 negli Stati Uniti, commercializzato dalla Good Vibe Recordings. L'anno prima, nel 1999, esce una versione non ufficiale dell'album in cui la Interscope Records è riportata sulle stampe delle versioni distribuite in vinile. Tuttavia, la Interscope non ha mai prodotto l'album, avendo lasciato il gruppo poco prima della pubblicazione, poi presa dalla Good Vibe che pubblicherà l'album ufficialmente nel 2000. Nel Regno Unito la distribuzione è affidata a Source e alla sussidiaria Wordplay. In Europa è commercializzato da Source e Barak Records, per il mercato di Stati Uniti e Canada l'album è distribuito anche da Barak Records e Koch Records, mentre in Giappone Fantastic, Vol. 2 è commercializzato dall'etichetta Victor. L'album è più volte ripubblicato negli anni successivi per i mercati di Stati Uniti e Giappone, anche dalla Capitol Records (2002).

## Accoglienza
| Recensione           | Giudizio |
| -------------------- | -------- |
| AllMusic             | [ 1 ]    |
| RapReviews           | [ 4 ]    |
| Okayplayer           | [ 5 ]    |
| Entertainment Weekly | B+       |
| NME                  | [ 7 ]    |
| Alternative Press    | [ 8 ]    |
| Rolling Stone        | [ 9 ]    |
| The Source           | [ 10 ]   |
| Pitchfork            | [ 11 ]   |
| Spin                 | [ 12 ]   |
| Mužik                | [ 13 ]   |

L'album ottiene recensioni miste. La produzione di J Dilla, già apprezzato per i suoi lavori precedenti, ottiene recensioni per lo più entusiastiche da parte della critica, e secondo molti critici, «salva» l'album. Per Sputnikmusic la produzione di Dilla «non solo salva l'album, ma lo rende grande» e «lo sforzo di produzione di J Dilla su Fantastic, Vol. 2 contribuisce a meritare le affermazioni che lo vedono essere il più grande produttore mai esistito.» D'altro canto, i testi, definiti «noiosi», ottengono recensioni negative: secondo Sputnikmusic i «testi assolutamente blandi servono quasi da sabotaggio» all'album e «se Dilla avesse trovato parolieri più abili questo album sarebbe a un altro livello.» Le performance degli ospiti sono lodate dalla critica: Noixe, per RapReviews, scrive che «quando Busta Rhymes piazza il verso migliore dell'album [...] hai qualche problema.»
Nathan Rabin per The A.V. Club scrive una recensione positiva sull'album, pur criticando in parte anche la produzione di Dilla. Secondo Rabin, «i tre prendono spunto dallo stile rilassato e colloquiale dei Native Tongues.»

## Tracce
Testi di Titus Glover, R.L. Altman III e James Yancey, eccetto dove indicato, musiche di J Dilla, eccetto la traccia 7 (D'Angelo) e la traccia 15 (Pete Rock).
1. Intro – 1:25
2. Conant Gardens – 3:04 (testo: James Yancey, RL Altman III, Timothy Glover, Willie Hale)
3. I Don't Know (feat. Jazzy Jef) – 2:25 (testo: Charles Bobbit, James Brown, Yancey, Altman III, Glover)
4. Jealousy – 4:05
5. Climax (Girl Shit) – 3:31
6. Hold Tight (feat. Q-Tip) – 4:19 (testo: Yancey, Kamaal Fareed, Altman III, Glover)
7. Tell Me – 4:37 (testo: Yancey, Glover, Altman III, Michael Archer)
8. What It's All About (feat. Busta Rhymes) – 3:36 (testo: Yancey, Kevin McCoy, Altman III, Glover, Trevor Smith)
9. Forth and Back (feat. Kurupt) – 4:26
10. Untitled/Fantastic – 3:54
11. Fall in Love – 3:47
12. Get Dis Money – 3:31 (testo: Allee Willis, Herbie Hancock, Yancey, Altman III, Glover)
13. Raise It up – 4:27
14. CB4 – 3:45
15. Once Upon a Time (feat. Pete Rock) – 5:54 (testo: Yancey, Glover, Altman III, Peter Phillips)
16. Players – 2:26
17. Eyes Up – 4:22
18. 2U4U – 3:08
19. Go Ladies – 4:43

Tracce bonus
1. Thelonius (feat. Common) – 4:29
2. Who Are We – 4:07

### Campionamenti
- Conant Gardes contiene un'interpolazione di A Tribute to Wes, di Willie Hale.[16]
- I Don't Know contiene campioni da Funky President di James Brown e Make It Funky di James Brown e Charles Bobbit.[16]
- Jealousy contiene un'interpolazione di Are You All the Things di Bill Evans.[16]
- What It's All About contiene elementi di Don't Stop What You're Doing di Alicia Myers e Kevin McCord.[16]
- Get Dis Money contiene un campione da Come Running to Me di Herbie Hancock e Allee Willis.[16]

## Formazione
Crediti adattati da Allmusic.
- Frank Amato − ingegnere audio
- Clifford Art − layout grafico
- Busta Rhymes − voce aggiuntiva (traccia 8), compositore (traccia 8)
- Common − voce aggiuntiva (traccia 20)
- D'Angelo − compositore (traccia 7), produttore (traccia 7)
- DJ Jazzy Jeff − voce aggiuntiva (traccia 3)
- Todd Fairall − ingegnere audio, missaggio
- Drew FitzGerald − layout grafico
- Willie Hale − compositore (traccia 2)
- J Dilla − missaggio, produttore
- Matt Kahane − assistenza A&R
- Kurupt − voce aggiuntiva (traccia 9)
- Timothy Maynor − produttore esecutivo
- John McClain − A&R
- Pete Rock − compositore (traccia 15), voce aggiuntiva (traccia 15), produttore (traccia 15)
- Bob Power − missaggio
- Q-Tip − voce aggiuntiva (traccia 6), produttore (traccia 6), compositore (traccia 6)
- Slum Village − voce, produttore
- Kirk Yano − ingegnere audio

## Classifiche
| Classifica (2000) | Posizione massima |
| ----------------- | ----------------- |
| Stati Uniti       | 180               |